# .lt

.lt는 리투아니아의 인터넷 국가 코드 최상위 도메인이다.
리투아니아 인터넷 ccTLD를 구축해 달라는 오슬로 대학교의 노르웨이 정부 요청에 따라 .lt가 1992년 6월 3일에 출시되었다. 도메인 이름 등록은 처음에는 학계, 주립 기관 및 회사로 제한되었으며 최초의 2차 도메인이 포함되었다. —mii.lt, ktu.lt 및 vu.lt—1993년에 등록되었다. 1994년에 .lt ccTLD 관리가 오슬로 대학에서 카우나스 기술 대학으로 이전되었다.